# Rondo pour piano de Beethoven
Le Rondo en si bémol majeur pour piano et orchestre, WoO 6, est un mouvement de concerto pour piano et orchestre de Ludwig van Beethoven composé en 1795.
Le manuscrit ne fut retrouvé qu'après la mort du compositeur. Son élève Carl Czerny compléta la partie soliste et le fit publier chez l'éditeur Anton Diabelli en 1829. On pense aujourd'hui que ce morceau était le finale de la première version du Concerto pour piano en si bémol majeur, op. 19 composé entre 1794 et 1795.

## Structure
Le Rondo comprend un seul mouvement marqué Rondo: Allegro – Andante – Tempo I – Presto.
Durée d'exécution : environ 9 minutes.
Le Rondo est écrit pour 1 flûte, 2 hautbois, 2 bassons, 2 cors, et les cordes.

## Discographie
- Walter Klien, piano ; Orchestre symphonique de Saint Louis dirigé par Jerzy Semkov (Chandos Records Ltd ou Brilliant Classics).